# Kröswang
KRÖSWANG ist ein Lebensmittelgroßhändler mit Sitz in Grieskirchen, Österreich. Das Unternehmen beliefert Gastronomie, Hotellerie und Großküchen in Österreich und Süddeutschland mit frischen und tiefgekühlten Lebensmitteln. KRÖSWANG betreibt als einziger österreichweit tätiger Lebensmittelgroßhändler keine Abholgroßmärkte, sondern stellt ausschließlich zu. 

## Daten
Im Geschäftsjahr 2018 erreichte der Lebensmittelgroßhändler KRÖSWANG einen Umsatz von 214,8 Millionen Euro, das Familienunternehmen beschäftigt 410 Mitarbeiter an 11 Standorten. Nach eigenen Angaben beliefert KRÖSWANG mehr als 13.000 Kunden in ganz Österreich sowie Süddeutschland. Aktuell verfügt KRÖSWANG über 11 Standorte in Österreich und Süddeutschland: in Österreich Grieskirchen,  Böheimkirchen, Hart/Graz, Wernberg, Liezen, Telfs, Bruck an der Großglocknerstraße und Zwettl sowie in Deutschland Pfaffenhofen an der Ilm, Leutkirch im Allgäu und Ebersbach an der Fils. 

## Geschichte
Sitz des Unternehmens ist der Klausmayrhof, ein typisch oberösterreichischer Vierkanthof, der seit 1762 im Familienbesitz ist. In den 1960er Jahren baute der Unternehmensgründer Manfred Kröswang sen. neben der Landwirtschaft eine Hühnermast auf, im Jahr 1974 stieg er im Zuge einer Vertriebskooperation mit Rudolf Ölz in den Lebensmittelgroßhandel ein. In den 1980er Jahren wurden Hühnermast und -schlachtung gänzlich eingestellt. Der Betrieb konzentrierte sich nun ausschließlich auf den Großhandel und erweiterte das Sortiment um Eier, Pommes frites und erste Tiefkühlprodukte wie Fisch, Gemüse oder Speiseeis. Im Jahr 1984 wurde die KRÖSWANG GmbH gegründet, seit 2002 ist Manfred Kröswang in der Geschäftsführung.

## Produkte
Das Sortiment des Lebensmittelgroßhändlers umfasst etwa 2500 Artikel. KRÖSWANG liefert Fleisch, Geflügel, Fisch, Obst, Gemüse, Salate, Feinkost, Convenienceprodukte, Mehlspeisen, Brot, Gebäck und Molkereiprodukte sowie Fette und Öle.